# 공산성 진남루
공산성 진남루(公山城 鎭南樓)는 대한민국 충청남도 공주시 공산성의 남문으로, 조선시대에는 삼남의 관문이었다. 1984년 5월 17일 충청남도의 문화재자료 제48호로 지정되었다.

## 개요
공산성 남쪽 문의 누각이다.
토성이었던 공산성을 조선 초기에 석성으로 다시 쌓으면서 건립한 건물로 여러 차례 고쳐지었으며, 1971년에 해체 수리하여 오늘에 이르고 있다. 높은 돌 축대 위에 건물을 세워 2층 누각의 효과를 나타내고 있다.

## 같이 보기
- 공산성 - 사적 제12호

## 참고 자료
- 공산성진남루 - 국가유산청 국가유산포털